# Белл, Фрэнк (губернатор)
Фрэнсис (Фрэнк) Жардин Белл (англ. Francis Jardine (Frank) Bell; 28 января 1840, Торонто, Канада — 13 февраля 1927, Окленд, Калифорния, США) — шестой губернатор штата Невада в период с 1890 по 1891 год, член Республиканской партии США.
Родился в Торонто. Первый губернатор Невады иностранного происхождения. В 1858 году Белл приезжает в Неваду для осуществления надзора за строительством государственной трансконтинентальной телеграфной линии и работает на этом участке вплоть до 1860 года. Позднее Белл поступил на службу телеграфным оператором и был одним из тех, кто телеграфировал в Вашингтон (округ Колумбия) первую Конституцию штата Невада.
В 1889 году Белл был назначен вице-губернатором Невады при губернаторе Чарльзе Стивенсоне, а с 1 сентября 1890 года исполнял обязанности губернатора штата после подписания Стивенсоном свидетельства о его инвалидности. Фрэнк Белл не стал баллотироваться на губернаторский пост и исполнял обязанности вплоть до инаугурации следующего губернатора штата Розуэлла Кейеса Колкорда.
Скончался 13 февраля 1927 года в доме своей дочери.